# Volkswagen Passat B8
Volkswagen Passat B8 este un autoturism comercializat de Volkswagen din 2014 până în 2023. Acesta a primit un facelift în 2019, având printre altele și câteva noutăți minore de design și tehnologii, care permit un condus parțial autonom până la viteze de 210 km/h.
Este disponibilă și o versiune hibrid reîncărcabil, cu o autonomie electrică de 55 de kilometri.